# Blechnum serpentinum
Blechnum serpentinum là một loài dương xỉ trong họ Blechnaceae. Loài này được Noronha mô tả khoa học đầu tiên năm 1827.
Danh pháp khoa học của loài này chưa được làm sáng tỏ. 